# آلان كوتيه
آلان كوتيه هو مبارز بالسيف كندي، ولد في 22 سبتمبر 1963 في سان جيروم في كندا.

## وصلات خارجية
- آلان كوتيه على موقع أوليمبيديا (الإنجليزية)